# 安蒂科納山
11°35′5″S 76°10′50″W / 11.58472°S 76.18056°W

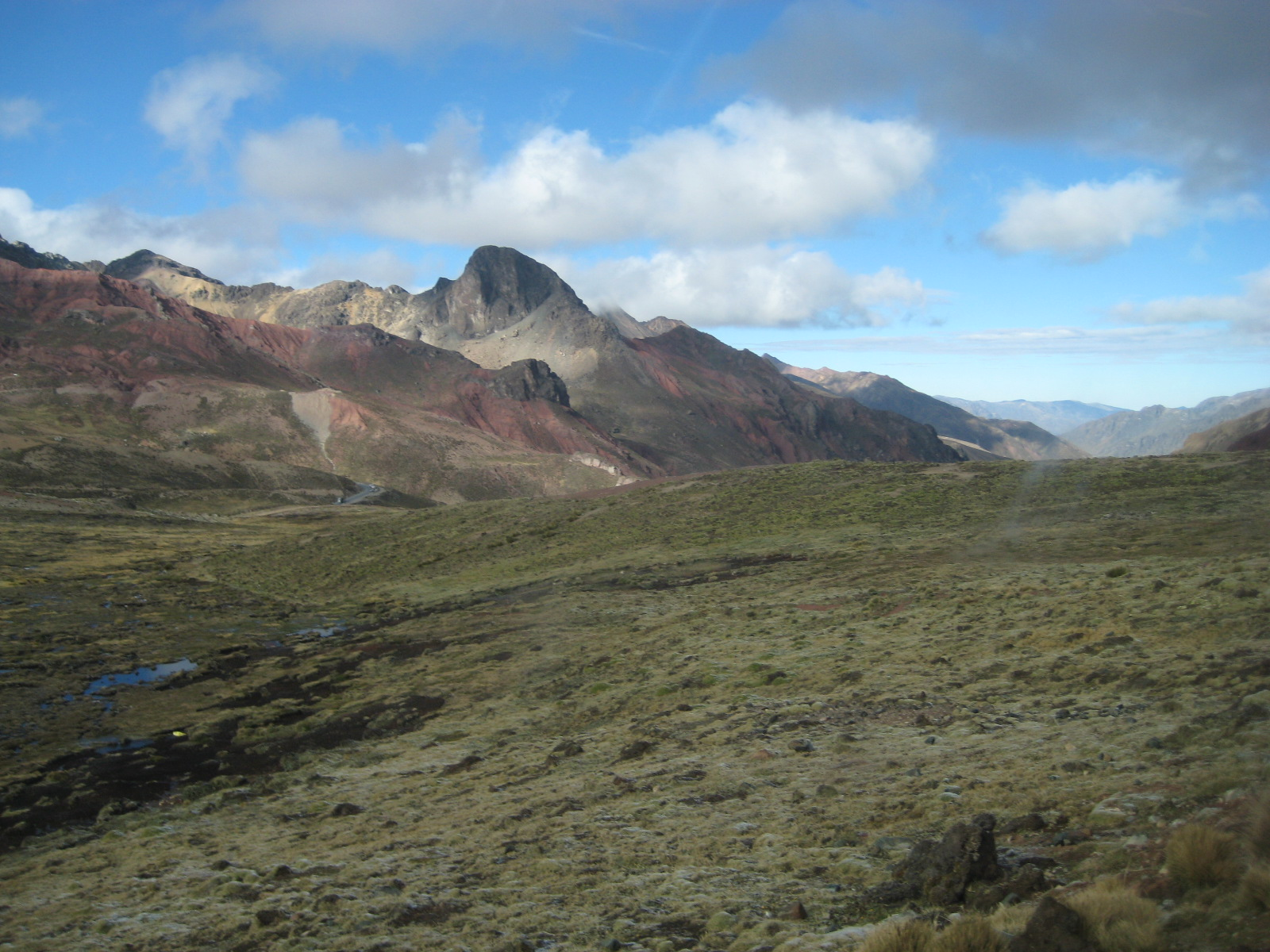

安蒂科納山（Anticona），是秘魯的山峰，位於該國中部利馬大區的瓦羅奇里省和胡寧大區的堯利省，屬於安第斯山脈的一部分，處於亞納辛加山西南面、瓦克拉科查湖西北面，海拔高度約5,150米。